# Зражевские
Зражевские (пол. Zrażewski) — старинный украинский казацкий старшинский, потом дворянский род. Среди людей, относящихся к данному роду в XVII—XIX вв. можно встретить представителей украинской казацкой старшины, шляхты, дворянства, священников и чиновников Гетьманщины, Речи Посполитой и Российской империи.
Потомство Анисима Зражевского, войскового товарища (1691).

## Описание герба
В красном поле, диагонально к левому верхнему углу изображена серебряная полоса с тремя розами.
Щит увенчан дворянскими шлемом и короною, на поверхности которой перпендикулярно означена полоса с розами и по сторонам её два охотничьих рога. Намёт на щите красный, подложенный серебром.